# 大谷友右衛門 (6代目)
六代目 大谷 友右衛門（おおたに ともえもん、1886年（明治19年）6月1日 - 1943年（昭和18年）9月10日）は大正から昭和戦前期に活躍した歌舞伎役者。屋号は明石屋。 定紋は丸十、替紋は水仙丸。本名は青木 八重太郎（あおき やえたろう）。

## 人物
歌舞伎役者中村鷺助（本名青木喜之助）の子として東京浅草に生まれる。父が下回りの役者だったことから幼くして歌舞伎の世界に入り、五代目中村歌右衛門に入門。明治24年（1891年）、浅草座で中村翫兵衛を名乗って初舞台。明治31年（1898年）6月に中村翫、翌年1月に初代中村おもちゃと名乗り、初代中村吉右衛門や初代助高屋小傳次らの子供芝居に出る。
明治35年（1902年）6月、市村座において中村駒助を襲名。次第に才能が認められ明治44年（1911年）11月歌舞伎座『鎌倉武鑑』で五代目中村東蔵を襲名。そして大正9年（1920年）4月に六代目大谷友右衛門を襲名した。
大正10年（1921年）3月に、吉右衛門が市村座を脱退した後は彼の後釜として抜擢され苦境の市村座と菊五郎を支えた。
昭和2年（1927年）3月の新橋演舞場の公演を最後に市村座を脱退し松竹へと移籍した。

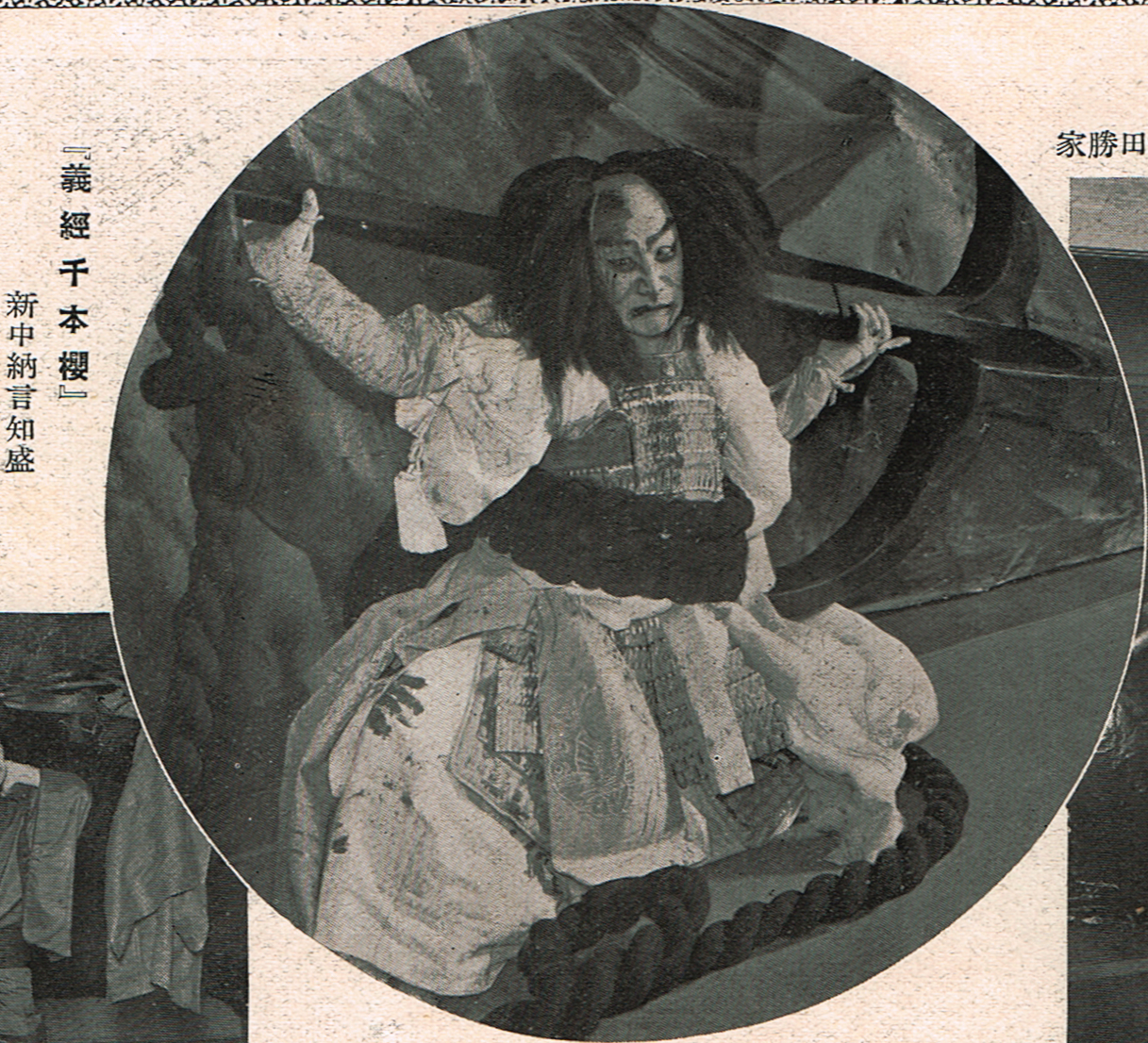
『義経千本桜』の新中納言知盛を演じる友右衛門

門閥外から幹部に出世した努力の人で、律儀な性格を反映した手堅い芸風と多くの役をそつなくこなす器用さが持ち味だった。主に六代目尾上菊五郎の舞台を勤め、『菅原伝授手習鑑』「寺子屋」の春藤玄番、『神霊矢口渡』の頓兵衛、『雪暮夜入谷畦道』（三千歳と直侍）の丈賀、『怪談牡丹灯篭』の志丈、『仮名手本忠臣蔵』「九段目」の本蔵、『伊賀越道中雙六』「岡崎」の幸兵衛、『本朝廿四孝』「筍掘り」の老女越路、『平家女護島』「俊寛」の瀬尾太郎などの丸本物や世話物のほか、新歌舞伎『巷談宵宮雨』の太十などが冴えた。
しかし昭和18年（1943年）9月10日、巡業先の鳥取で鳥取大地震に遭い、楽屋として使っていた家屋が倒壊して死亡した。57歳没。死の直前に大谷宗家継承が内定しており、葬儀に際し継承式が未亡人に対して行われた。墓所は青山霊園。
弟に二代目中村福之丞、子に四代目中村雀右衛門（七代目大谷友右衛門）がいる。　